# San Isidro (Madrid)

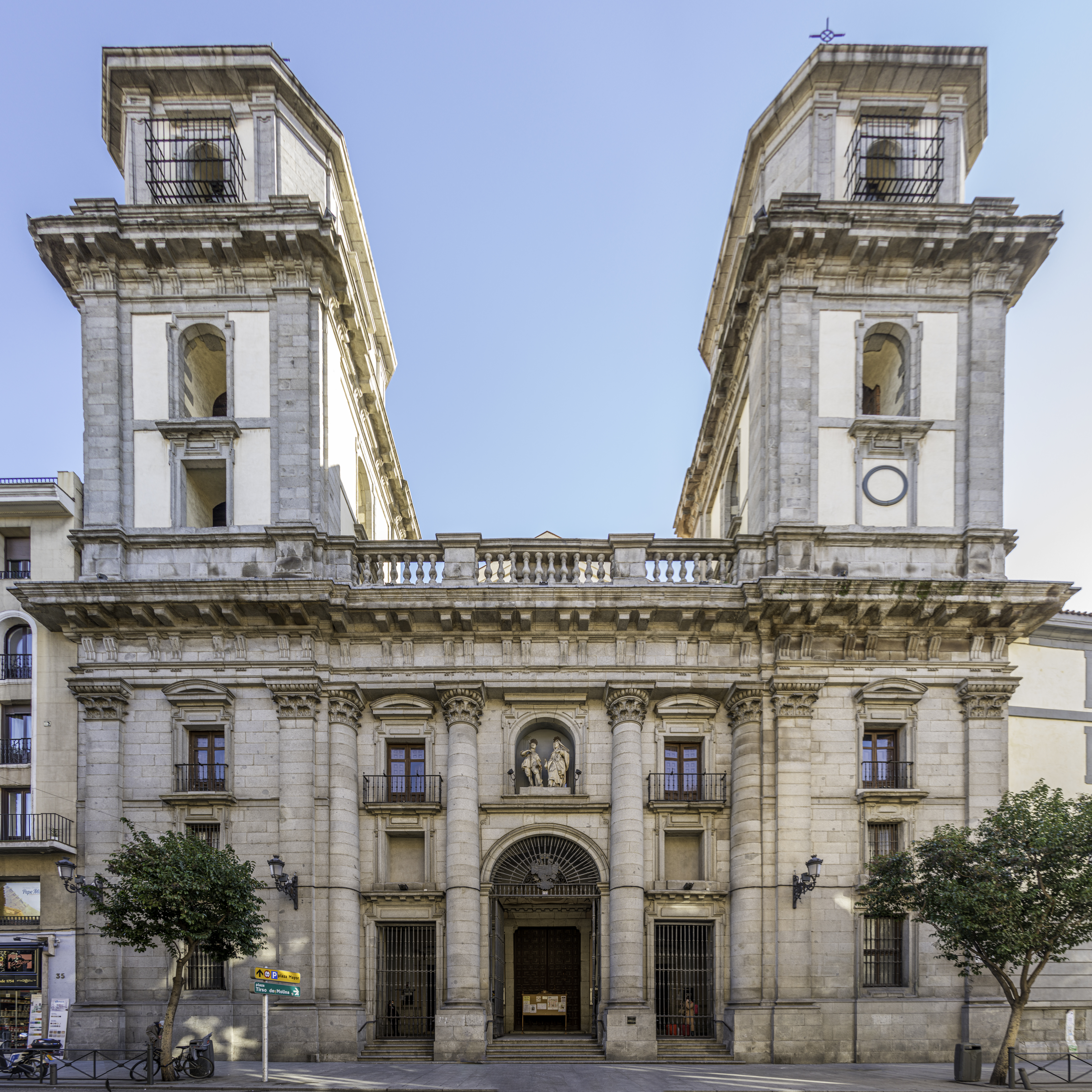
San Isidro

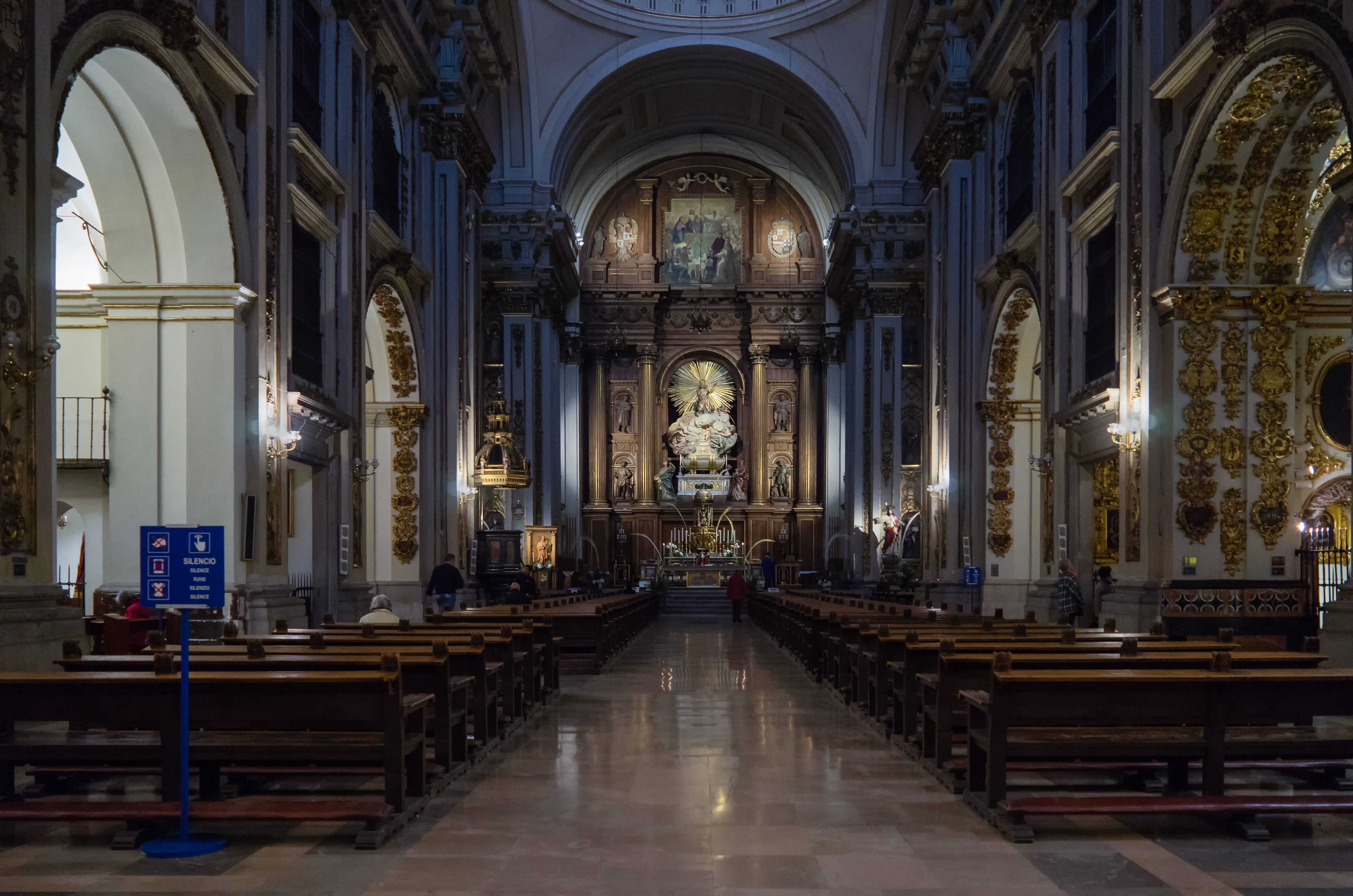
Innenraum

San Isidro el Real ist eine barocke Stiftskirche in Madrid, Spanien. Die ehemalige Jesuitenkirche aus dem 17. Jahrhundert wurde später dem hl. Isidor von Madrid geweiht, dessen sterblichen Überreste und wie die seiner Frau María de la Cabeza in der Kirche aufbewahrt werden. Die in der Nähe der Plaza Mayor gelegene Kirche war die erste Kathedrale des Erzbistums Madrid, bis 1993 die Almudena-Kathedrale geweiht wurde. Sie trägt den Titel einer Basilica minor und ist als Bien de Interés Cultural ein geschütztes Kulturgut.

## Geschichte
Anstelle der Kirche St. Peter und Paul, die 1563 erbaut worden war, entwarf der Jesuitenarchitekten Pedro Sánchez 1620 eine barocke Kirche, ihr Bau begann zwei Jahre später. Dieser Neubau wurde von Maria von Spanien, Tochter Karls V. veranlasst, in ihrem Testament hatte sie ihren Besitz den Jesuiten vermacht und den Bau einer neuen Kirche an der Stelle der alten Pfarrkirche angeordnet. Bis 1633 leitete Sánchez die Arbeiten. Nach seinem Tod in diesem Jahr wurde die Arbeit unter Francisco Bautista und Melchor de Bueras fortgesetzt, die 1664 abgeschlossen wurde.
Die Kirche wurde am 23. September 1651 vom Nuntius Felice Rospigliosi geweiht, dreizehn Jahre vor der Fertigstellung des Gebäudes. Sie wurde dem spanischen Jesuiten-Missionar Franz Xavier gewidmet. Nach der Vertreibung der Jesuiten aus Spanien im Jahr 1676 wurde die Kirche offiziell eine Stiftskirche. Zwei Jahre später wurde die Kirche dem hl. Isidor geweiht. Seine sterblichen Überreste wurden aus der St. Isidorus-Kirche überführt, wo sie seit Anfang des sechzehnten Jahrhunderts lagen, und zusammen mit den vermuteten Gebeine seiner Frau María de la Cabeza beigesetzt. Das Innere der Kirche wurde durch den Architekten Ventura Rodríguez klassizistisch umgestaltet. Er entwarf einen neuen Chor und einen neuen Hochaltar. Er gab der Kirche auch eine reiche Innendekoration. Er entfernte die Monstranz aus der Nische und stellte die reiche Silberurne mit den Reliquien von San Isidro und den Tugendenstatuen von Juan Pascual de Mena, Manuel Álvarez und Francisco Gutiérrez an ihre Stelle.
Direkt bei Beginn des spanischen Bürgerkriegs brach 1936 ein Feuer in der Kirche aus, bei dem viele Kunstwerke zerstört wurden, darunter der Altar von Ventura Rodríguez und einige Gemälde von Francisco Rizi und Luca Giordano. Auch die Kuppel stürzte infolge des Brands ein. Nach dem Krieg wurde die Kirche 20 Jahre lang restauriert. Man versuchte, den Vorkriegszustand der Kirche so weit wie möglich wiederherzustellen. Im Jahr 1960 wurde die Restaurierung abgeschlossen. Die beiden Türme in der Fassade hatten nach dem Entwurf des Architekten Javier Barroso ein zusätzliches Stockwerk erhalten. Vom Altar von Ventura Rodríguez wurde eine getreue Nachbildung angefertigt.

## Beschreibung

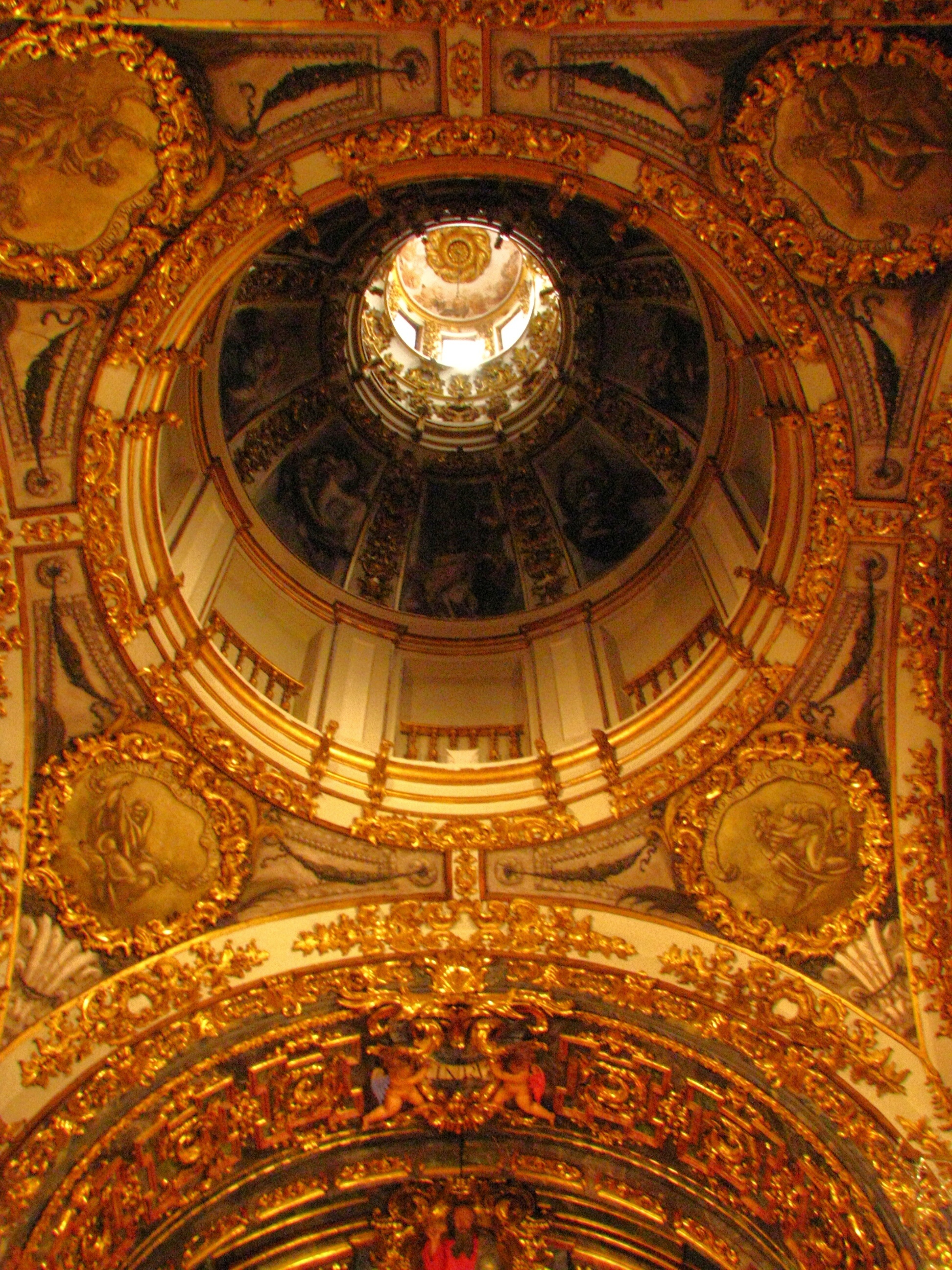
Vierungskuppel

Der neue barocke Stil der Kirche ist von der Il-Gesù-Kirche in Rom inspiriert, so der Grundriss in Form eines lateinischen Kreuzes mit einem einzigen Querschiff, Seitenkapellen und einer Kuppel. Haupt- und Querschiff sind mit Tonnengewölben bedeckt, die Kapellen  mit Kreuzgratgewölben.
Die Granitfassade besteht aus einem zentralen Abschnitt mit vier Säulen im korinthischen Stil mit einer Skulpturengruppe von Isidorus und seiner Frau in der Mitte. Die Kapitelle wurden von Francisco Bautista gefertigt. Zu beiden Seiten des Mittelteils befinden sich zwei korinthische Säulenpaare. Diese stellen die Umrisse der Kirchtürme dar. Die Türme haben eine quadratische Form. Die obere achteckige Etage wurde während der Restaurierung im 20. Jahrhundert hinzugefügt. Die Vierungskuppel wurde ebenfalls von Francisco Bautista mit einer Laterne entworfen. Durch die Kombination aus Holz und Zement mussten die tragenden Wände weniger Gewicht tragen.
Das reiche Innere wurde durch den Brand von 1936 schwer beschädigt. Der Sarkophag mit den Überresten von Isidor konnte gerettet werden. Heute wird er im Hauptaltar aufbewahrt.